# Eumichtis susica
Eumichtis susica är en fjärilsart som beskrevs av Charles E. Rungs 1950. Eumichtis susica ingår i släktet Eumichtis och familjen nattflyn. Inga underarter finns listade i Catalogue of Life.